# Foot!
『Foot!』（フット）は、2000年からJ SPORTSで放送されているサッカー専門のスポーツ番組である。
2010/11シーズンまでは「WORLD SOCCER NEWS Foot!」として週1回（2002/03シーズンから2005年末までは週2回）放送。
2011/12シーズンより、「デイリーサッカーニュース Foot!」として月曜日から金曜日までの帯番組となった。2012/13シーズンの放送開始は2011年8月20日。初回放送は2013年3月1日まではJ SPORTS 3(旧・J sports ESPN)、同3月4日以後はJ SPORTS2 月曜日は22:00-22:45、火曜日-木曜日までは22:00-22:30、金曜日は「FRIDAY "ESPECIAL"」として22:00-23:00に放送（放送日時はいずれも初回放送。以下同じ）。

## 番組内容とその変遷
かつては放映権を保有しているリーグを中心に取り上げていたため、その変動によってシーズン毎に番組内容が変化していたが、2003年のリーガ・エスパニョーラ放映権喪失（放映権 (サッカー)#「リーガ、ゲッツ!」参照）以降は放映権を持っていないリーグも取り上げられている。ゲストによってその週で取り扱う内容が変わる。
かつてはJ SPORTSが放映権を持っている映像しか使えなかったため（UEFAチャンピオンズリーグ・UEFAヨーロッパリーグはスカパー!が映像を提供）、リーガ・エスパニョーラや放映権を持たないリーグを取り上げる際はバルサTVの対バルセロナ戦（チャンピオンズリーグなど）のものを使用するなどしていた。
J SPORTSでは2010/11シーズン途中からセリエAハイライトの放送を開始するとともに、2011/12シーズンからは、リーガ・エスパニョーラとブンデスリーガは映像が使用できるようになった。
2012/13シーズン現在、チャンピオンズリーグ、ヨーロッパリーグの場合スカパー!が、リーガ・エスパニョーラの場合WOWOWが日本での放映権利を持っているため、これらの映像を使用する場合、映像提供としてクレジットされる。また、セリエ・Aとブンデスリーガはリーグから直接ハイライト映像の使用権利を提供されているため、画面にリーグロゴのウォーターマークが出ている。
なお、基本的には欧州サッカーのシーズンオフには番組も休止するが、近年は南米サッカーやJリーグも取り上げるようになったため、休止時期は不明確になっている。また、年末年始にも休止期間がある。

### 前身「Match of the Week」
1999/2000シーズンにSKY sports（J SPORTSの前身）で放送されていた。
60分番組でプレミアリーグとセリエAのハイライトを2部構成で扱い、前者は金子勝彦、後者は八塚浩が担当。

### 2000/01シーズン
2000年4月、SKY sportsがJ-SPORTSと経営統合、J SKY SPORTSにチャンネル名変更。これに伴い、同年8月より旧J-SPORTSのコンテンツだったリーガ・エスパニョーラが加わり90分番組、3部構成に。番組名も「Foot!」に変更。
- コメンテーター
  - プレミアリーグ 金子勝彦・原博実・東本貢司
  - セリエA 八塚浩・宮内聡
  - リーガ・エスパニョーラ 八塚浩・幸谷秀巳・原博実（コーナー途中で加わる）
- オープニング&エンディングテーマ SALON MUSIC「I LOVE A FOOT! FIGHT」

※東本貢司による「コージーコーナー」、粕谷秀樹(当時ワールドサッカーダイジェスト編集長）による「編集前記」というコーナーがあった。

### 2001/02シーズン
番組構成は前シーズンを踏襲。このシーズンより現在Foot!の顔となっている倉敷保雄がリーガ・エスパニョーラ担当としてコメンテーターに加わる。
- コメンテーター
  - プレミアリーグ 金子勝彦（病気療養中は八塚浩が担当）・原博実（FC東京監督就任後は高木琢也が担当）・東本貢司
  - セリエA 八塚浩・宮内聡
  - リーガ・エスパニョーラ 倉敷保雄・幸谷秀巳・原博実（FC東京監督就任後は倉敷・幸谷の二人で進行）
- オープニングテーマ SALON MUSIC「TRE! TRE! TRE!」
- エンディングテーマ カジヒデキ「FOOTBALLING WEEKENDERS」

※高木琢也の「大砲バンバン」、宮内聡の「今週のメディアーノ（イタリア語でディフェンシブ・ハーフ）」というコーナーがあった。

### 2002/03シーズン
スカイパーフェクト・コミュニケーションズ（スカパー、現スカパーJSAT）からサブライセンスを受けていたプレミアリーグ・セリエAの放送試合数が減少したことから、リーガ・エスパニョーラ中心の番組構成に。金曜（プレビュー）と火曜（レビュー）の週2回放送となる。
このシーズンから、「原博実のスペイン紀行」が恒例企画となる（2003年はサン・セバスティアン（レアル・ソシエダ）、2004年はラ・コルーニャ（デポルティーボ）、2005年はバルセロナ・セビージャ、2006年はマジョルカ・ヘレス・カディス）。
- コメンテーター
  - 火曜 倉敷保雄・西岡明彦・粕谷秀樹
  - 金曜 倉敷保雄・幸谷秀巳
- オープニング&エンディングテーマ カジヒデキ「FANTASTIC GAME」

### 2003/04シーズン
2003年8月29日、WOWOWがリーガ・エスパニョーラの放映権獲得を電撃的に発表。リーガ・エスパニョーラの映像はダイジェストであっても使用できなくなったため、発表直前に初回放送された金曜第1回の放送はリピート放送が不可能となる。
その後しばらくは、ディレクターの石神丈志が描いたイラストを使ってリーガ・エスパニョーラのハイライトを放送（以後、彼は「石神画伯」と呼ばれるようになる）していたが、J SKY SPORTSが既に放映権を持つアルゼンチンサッカーに加えて、W杯南米予選、コパ・アメリカ、コパ・リベルタドーレス、ブラジル全国選手権など南米サッカーのコンテンツを次々に取得。「Foot!」でも金曜放送分番組前半の特集コーナーに藤原清美によるセレソン（ブラジル代表）密着レポート、亘崇詞（元ボカ・ジュニアーズ、スポルティング・クリスタル）によるアルゼンチンレポート等が加わり、南米色が強くなる。
一方、スカパー・フジテレビと共同でUEFAチャンピオンズリーグの放映権を獲得したことにより、チャンピオンズリーグ特番（司会・倉敷保雄（エールディヴィジ代表）、ゲスト・富樫洋一（セリエA、リーグ・アン代表）、東本貢司（プレミアリーグ代表）、幸谷秀巳（リーガ・エスパニョーラ代表）、鈴木良平（ブンデスリーガ代表、2005/06シーズンのみ））が不定期で組まれるようになった（2005/06シーズンまで）。
- コメンテーター
  - 火曜 西岡明彦・倉敷保雄
  - 金曜 倉敷保雄・幸谷秀巳
- オープニング&エンディングテーマ カジヒデキ「PASS THE PÁZ」

### 2004/05シーズン
週2回の放送のうち西岡明彦担当の火曜放送分が木曜に移動、Jリーグも扱う「Foot! Thursday」に、倉敷保雄担当の金曜放送分は「Foot! Viernes（スペイン語で「金曜」）」にタイトル変更。
2004年12月3日放送の「Foot! Viernes」に平畠啓史がゲスト出演、「家に帰って初回放送を必ず見る」、「番組のTシャツをインターネット通販で購入した」など番組の大ファンであることを披露。以降、司会者不在時の代役を何度か務めるとともに、2005年よりJ SPORTSで放送開始した「バルサTV "Historia"（2007-08シーズンより「"PARTIDO"」に番組名変更）」でコメンテーター（実質的に実況）を担当。Jリーグアフターゲームショー(スカパー!)の司会を担当するなど、サッカー番組に深くかかわるようになる。
- コメンテーター
  - Foot! Thursday 西岡明彦・信藤健仁
  - Foot! Viernes 倉敷保雄・幸谷秀巳
- オープニング&エンディングテーマ カジヒデキ「FOOTY BOOTS」
  - 「Thursday」と「Viernes」は別ヴァージョン。Thursdayヴァージョンが収録されているコンピレーションアルバム「FOOTBALLING WEEKENDERS VOL.3 WE ARE THE BEST〜UNBEATABLE ARSENAL」のライナーノーツを西岡明彦が執筆している。

### 2005/06シーズン
金曜放送分は幸谷秀巳がレギュラーから外れ、粕谷秀樹が加わることでスペイン色が多少薄まる。タイトルからも"Viernes"が取れ、「Foot!」に戻る。
開始当初はサッカートピックスに多くの時間を割き、番組プロデューサーの田口賢司がジャズの名盤を紹介するコーナーがあったが不評だったため、ほどなく前半は特集コーナー、中盤にサッカートピックスという形に変更されている。
また、J SPORTSがFCバルセロナのオフィシャルTVである「バルサTV」の放映権を獲得したことから、「Foot!」内でFCバルセロナのリーグ戦ダイジェストやトピックスを放送するようになった。2006年1月から「バルサTV "バルサ・エス・バルサ"」として独立、放送時間が60分から45分に15分短縮されている。
一方、木曜放送分は「Foot! Thursday」のまま2005年12月まで放送。同じくJリーグをテーマにしたドキュメント番組「フットボール・アンチクライマックス」と共に、2006年は「Jリーグプレビューショー」に引き継がれている。
- コメンテーター
  - Foot! Thursday 西岡明彦（2005年12月15日終了）
  - Foot! 倉敷保雄・粕谷秀樹・アデマール・ペレイラ・マリーニョ（ブラジル帰国中は石川康）、金子達仁（毎月最終週出演）
- オープニング&エンディングテーマ
  - Foot! Thursday カジヒデキ「FOOTY BOOTS」（Thursday Ver.）
  - Foot! カジヒデキ・HIRD「strawberries」

### 2006/07シーズン
2006年8月18日放送開始、2007年6月29日終了（全44回）。このシーズンより「特集主義」を掲げ、プレゼンテーター（ゲストコメンテーター）による特集をメインに据える。トピックスは当初、独立したコーナーを設けず、番組中に倉敷が「Foot! NEWS」として随時紹介するという形を取ったが、2006年10月6日（#8）より、ブルータス八戸による「ウィークリートピックス」のコーナーも加わっている。なお、南米ニュースについては、別途倉敷が番組中に紹介していた。
また、このシーズンより内巻敦子によるイラストが紹介されている。
シーズン開始当初は金曜23時からの45分番組であったが、2006年11月3日（#12）より番組初の生放送を開始。放送時間も金曜20時からの1時間番組となる（2007年2月23日（#26）まで）。2007年3月2日（#27）より金曜23時からの録画放送に戻るが、放送時間は1時間のままとなった。
番組恒例企画であった「原博実のスペイン紀行」は「新 世界フットボール紀行」にリニューアル。現在の取材先はスペインのみ（パンプローナ（オサスナ）、ハビエル・イルレタ（ベティス監督）・当時のペップ・グアルディオラ（現バルセロナ監督）・チキ・ベギリスタイン（FCバルセロナGM）へのインタビュー、シチェス（バルセロナ郊外、1982年に日本代表の遠征で滞在した地））だが、タイトル名から、スペイン以外にも取材先が広がる可能性を感じさせた（#13では欧州観戦旅行の写真を紹介している）が、原が2007年シーズンよりFC東京監督に復帰したため、2006年12月15日（#18）でひとまず最後の出演となった。
2007年6月2日（#40）および9日（#41）では、倉敷自ら高原直泰にインタビューを行っている。
- コメンテーター 倉敷保雄、平畠啓史（#2、倉敷保雄不在のため）
- スタジオの陰の声 ブルータス八戸（八戸優）
- プレゼンテーター 亘崇詞（#1、#4、#9、#12、#14、#19、#25、#26、#32、#38、#42）、マリーニョ（#1、#20、#27、#43）、原博実（#2、#3、#6、#13、#18）、鈴木良平（#5、#10、#17、#24、#31、#37、#40）、東本貢司（#7、#22、#33）、中山淳（#8、#16、#34）、藤原清美（#11、#28）、幸谷秀巳（#15、#23、#29、#30、#35、#36、#44）、日々野真理（#18）、金子達仁（#20、#41）、粕谷秀樹（#23）、西部謙司（#31、#39、#44）
- オープニング&エンディングテーマ カジヒデキ& the bishops「here we go」

### 2007/08シーズン
2007年8月17日放送開始、2008年6月20日終了（全44回）。昨シーズン同様「特集主義」を掲げ放送。ただし、オープニングは倉敷の一人しゃべりから、ゲスト（およびブルータス八戸）を交えたトークに変更となっている。トピックスは2007年9月7日（#4）より「News Supplement」（ニュースサプリ）というタイトルが付いている。2007年11月2日（#12）から2008年3月21日（#31）までは生放送であった。
2007年8月31日（#3）では、倉敷がスウェーデン・マルメで自身のアイドルであるヤリ・リトマネン（当時マルメFFに所属していたが、インタビュー2日後に退団が発表された）に行ったインタビューが放送された。
2008年6月18日には、番組開始以来初の公開収録が行われた。この模様は同年6月20日（#44）に放送された。
- コメンテーター 倉敷保雄、平畠啓史（#19、倉敷保雄不在のため）
- スタジオの陰の声 ブルータス八戸
- ゲスト 中山淳（#1、#8、#15、#19、#29、#36）、藤原清美（#2、#28、#31、#35、#39）、マリーニョ（#3、#6、#11、#16、#19、#22、#31、#39）、東本貢司（#4、#12、#32、#37、#38）、金子達仁（#5、#18）、幸谷秀巳（#5、#18、#44）、亘崇詞（#7、#9、#20、#25、#41、#42）、西部謙司（#10、#40）、木村浩嗣（#10、#27、#33、#34、#40）、鈴木良平（#13、#14、#17）、原博実（#23、#24、#26、#30、#43、#44）、蝶野正洋（#27）
- オープニングテーマ カジヒデキ feat. alan anderson「foot!」
- エンディングテーマ 同「it's man's man's man's world」

### 2008/09シーズン
2008年8月15日放送開始、2009年6月19日終了（全43回）。基本的なフォーマットは2007/08シーズンと同じ。2008年11月7日（#13）から2009年3月27日（#31）まで生放送であった。なお、2009年2月13日（#25）は原が日本サッカー協会技術委員長（強化担当）に就任後最初に出演したテレビ番組となった。
2009年6月14日には第2回公開収録が行われ、同年6月19日（#43）に放送された。
- コメンテーター 倉敷保雄
- スタジオの陰の声 ブルータス八戸
- ゲスト 中山淳（#1、#5、#29、#30）、マリーニョ（#2、#7、#11、#17、#22、#31、#35、#39、#43）、原博実（#3、#25）、木村浩嗣（#3、#14、#40）、粕谷秀樹（#4、#15、#24、#27、#36）、亘崇詞（#6、#16、#18、#19、#21、#37、#38、#43）、澤穂希（#8）、日々野真理（#8）、幸谷秀巳（#9、#20、#26）、金子達仁（#9、#12、#34）、鈴木良平（#10、#12、#13、#41、#42）、西部謙司（#20、#34）、東本貢司（#23）、藤原清美（#27）、山口素弘（#28、#32）、上川徹（#33）
- オープニング&エンディングテーマ カジヒデキ「Too Much Too Young」

### 2009/10シーズン
2009年8月21日放送開始、2010年6月4日終了（全40回）。基本的なフォーマットは前シーズンと変わらず。番組開始10周年ということで、MC・ゲストが今シーズン最初の出演時にこの番組に初めて出演した模様が流された。なお、今シーズンは生中継は行われなかった。2009年8月28日（#2）では、「原博実のスペイン紀行 特別編」と銘打って、原が団長を務めたU-20サッカー日本代表のスペイン遠征の模様が放送された。
2010年5月15日には第3回公開収録が行われ、同年6月4日（#40）に放送された。
- コメンテーター 倉敷保雄
- スタジオの陰の声 ブルータス八戸
- ゲスト 粕谷秀樹（#1、#3、#8、#21、#37）、原博実（#2、#9）、亘崇詞（#4、#13、#14、#34、#40）、中山淳（#5、#24、#27）、マリーニョ（#6、#11、#16、#20、#24、#30、#35、#38）、西部謙司（#7、#28）、幸谷秀巳（#10、#18、#29、#36）、山口素弘（#12、#17）、鈴木良平（#15、#19）、名波浩（#17）、金子達仁（#18、#32、#40）、木村浩嗣（#22、#39）、関塚隆（#25）、福西崇史（#26、#33）、玉乃淳（#31）
- オープニング&エンディングテーマ カジヒデキ「Strawberries and Cream」

#### 期間限定企画!倉敷保雄が選ぶFoot!セレクション
2009/10シーズン終了後に放送されている。全10回。なおロケ物が多い理由は、スタジオ収録の回は試合映像の割合が多く、権利関係から試合映像はカットしなければならないためである。
- #1 【和製ホームズ、英国を駆ける】（09/10 #1、#3）倉敷保雄がプレミアリーグ全20チームの全ホームスタジアムを訪問。
- #2 【スペインの赤いトラック野郎】（02/03プレビュー#21、04/05 Viernes #1）「原博実のスペイン紀行」より、サンセバスチャン編とラ・コルーニャ編。ちなみにタイトルの「赤いトラック野郎」とは、当時デポルティーボ所属のワルテル・パンディアーニが自家用車としてトレーラーヘッドを購入して乗り回してたことから名付けられた。
- #3 【最後に残るのは友情だけだ】（05/06 Viernes #67、06/07 #14）「亘崇詞のアミーゴを訪ねて」より、ビジャレアル編（ロドルフォ・アルアバレーナ、フアン・ロマン・リケルメ）とサラゴサ編（パブロ・アイマール、ディエゴ・ミリート、ガブリエル・ミリート、アンドレス・ダレッサンドロ）。
- #4 【マエストロ vs. エントレナドール】（01/02 #74、#84、02/03 プレビュー#24、06/07 #29）幸谷秀巳が古巣・アトレティコ・マドリードを取材。単独取材には応じないルイス・アラゴネスに単独インタビュー。また、スペイン代表監督就任前のビセンテ・デル・ボスケへのインタビューも。
- #5 【師匠との再会】（08/09 #42、09/10 #19）鈴木良平がケルン体育大学でDFBのS級ライセンスを取得した際の恩師・ロルフ・ヘリングス（1.FCケルンコーチ）によるゴールキーパーのトレーニングレッスン。
- #6 【ライシュウノフォットミテネ!】（08/09 #29、09/10 #27）「中山さんのフランス紀行」より、パリ・サンジェルマン編とマルセイユ編。タイトルの「ライシュウノフォットミテネ!」は、クロード・マケレレ（パリ・サンジェルマン）のコメントより。
- #7 【イタリアに舞い降りた小さな奇跡】（01/02 #64、#65、#72）「宮内さんのイタリア紀行」よりキエーボ編とアタランタ編。また、番外編として「亘崇詞のアミーゴを探して」（08/09 #38）よりマウロ・カモラネージ（ユヴェントスFC）編も放送。
- #8 【ビスカ、バルサ!ビスカ、カタルーニャ!】（04/05Thursday #21、06/07 #6）「原博実のスペイン紀行」よりバルセロナ編。フランク・ライカールト、ペップ・グアルディオラなどのインタビューなど。
- #9 【ナスカの大地にWATA降臨】（05/06 #76、#79）「亘通信 en ペルー」より。スポルティング・クリスタルに移籍した亘を石神画伯が尋ねる。
- #10 【永遠のアイドル】（07/08 #1、#3）「倉敷保雄の北欧紀行・リトマネンインタビュー」より。ヤリ・リトマネン、ステファン・イシザキへのインタビュー。

### 2010/11シーズン
2010年8月20日放送開始、2011年6月4日放送終了（全41回、うち1回放送休止のため実際の放送回数は40回）。オープニングトークは2006/07シーズン以来倉敷の一人しゃべりとなった。また、トピックスのコーナーが「Foot! BUZZ」に変更されている。
2010年9月24日（#6）、10月8日（#8）には、倉敷自らがセビリア在住の木村浩嗣を訪ねスペインで取材したときの模様を放送。
2011年3月11日の#29は城福浩をゲストに迎え放送する予定だったが、この日発生した東北地方太平洋沖地震のため収録が中止。放送する予定だった時間帯には#28を再放送した。
2011年3月18日の#30は、金子達仁がゲストの予定だったが、都合により幸谷秀巳が代わりに出演した。
2011年5月29日に公開収録を行う。昨年までと異なり会費を徴収し、会費及び当日に行われるチャリティーオークションで得た全額を東日本大震災の復興を目的として日本赤十字社に寄付する予定。公開収録の模様は翌週の#41で放送した。
- コメンテーター：倉敷保雄、平畠啓史（#4、倉敷がスペイン取材で不在のため）
- スタジオの陰の声：ブルータス八戸（奇数回）、松尾にゃろめ（松尾まつお、偶数回）
- ゲスト：亘崇詞（#1、#8、#11、#13、#15、#28、#38、#39）、マリーニョ（#1、#9、#14、#18、#21、#35）、金子達仁（#2、#37）、西部謙司（#2、#33）、粕谷秀樹（#3、#24、#40、#41）、福西崇史（#4、#10）、中山淳（#5、#25、#31、#32）、幸谷秀巳（#6、#17、#22、#26、#29、#30、#35、#36、#41）、玉乃淳（#7、#22、#23）、林健太郎（#12）、鈴木良平（#16、#19、#36）、木村浩嗣（#20）、藤原清美（#21）、宮澤ミシェル（#26）、原博実（#27）、城福浩（#34）
- オープニング&エンディングテーマ：カジヒデキ「MOVING MOVING MOVING」

### 2011/12シーズン
今シーズンより、月曜から金曜の帯番組「デイリーサッカーニュース Foot!」にリニューアル。2011年8月15日放送開始。番組宣伝では「日本初のデイリーサッカーニュース」と紹介している。
月曜から木曜は西岡明彦が2005年のFoot! Thursday以来6シーズンぶりに番組復帰。旧来の「E.N.G. 〜English News Gathering〜」の流れから、試合ハイライト・トピックの映像（ナレーション入り、現地メディアの論評や選手採点も伝える）と、西岡によるスタジオパートでの解説が入る。
- 番組内容[4]
月曜から木曜は日刊放送の特性を活かし、その日入電したサッカーに関係するトピックスを本編前後に数項目取り上げている。
  - MONDAY：プレミアリーグ・リーガ・エスパニョーラ・セリエAハイライトなど(本年度からリーガ・エスパニョーラのハイライト映像が使用可能になった)
  - TUESDAY：ブンデスリーガ・リーグ・アン・エールディヴィジ・ロシア プレミアリーグハイライトなど
    - 以上の試合ハイライトのうち、注目の試合はプレミアリーグは現地放送局の英語実況（日本語字幕付き）、それ以外のリーグは永田実による実況ナレーションを入れる。その他についてもゴール集を中心に編集している。また、注目試合で顕著な働きをした選手や、日本人選手については現地メディアの採点を紹介している[5]。

  - WEDNESDAY：欧州メディアの解説・論調を分析
    - 「E.N.G. 〜English News Gathering〜」（2008年-2011年 西岡がMCを担当）の流れをくむ。また、現地放送局で制作された特集VTRを放送する場合もある。
    - このシーズンから「ENG」のミニシリーズ「スモールタウンスタジアム」を「スモールタウンFC」と改め、イングランドだけでなくヨーロッパ各国の小さな町のサッカークラブにも取材範囲を広げて、そのチームの取り巻く環境や地域とのつながりについてレポートしている。

  - THURSDAY：Jリーグ特集
    - 「フットボール・アンチクライマックス」（2002年-2005年）、「Jリーグプレビューショー」（2006年-2007年 西岡がナレーションを担当）の流れをくむ
    - 大きく、前週の注目試合を選手証言や永田・西岡が実況するなどして振り返る「フットボールアンチクライマックス」、選手や裏方のインタビューなどである。Jリーグのオフシーズン中は、選手・監督に西岡が直々にインタビューしたり、選手の引退後のセカンドキャリアなどについて触れる特集もある。また、シーズン中の月初めの放送の終わりには、エル・ゴラッソ協力により、前月のJ1の試合からのベストゴール集を放送する。

※以上は原則でいわゆる「ミドルウィーク」（平日）開催に、国内リーグ・UEFAチャンピオンズリーグ・国際Aマッチなどがあるときは水曜・木曜にそのハイライトを伝えることがある。
- ナレーター：永田実

2011-12シーズン開始当初は月・火は福谷貞夫、水・木は永田実であったが、福谷が郷里・鳥取県の日本海テレビジョン放送への中途採用で入社したため、2012年2月以後は永田1人となった。
西岡が取材で不在の際は、永田および野村明弘が司会を担当。永田が司会の日は野村がナレーションを担当した。
また、永田不在時に石原敬士がナレーションを担当したことがある。
- オープニングテーマ：MINIFLEX「AND THE WORLD IS FOOTBALL-SHAPED」
- エンディングテーマ：MINIFLEX「WHEN SATURDAY COMES」

一方、金曜日は倉敷保雄が担当。「FRIDAY "ESPECIAL"」として、2010/11シーズンまでの「特集主義」を継承。ゲストを迎え様々な視点から紹介する。さらに、2014 FIFAワールドカップがブラジルで行われることを受けて、ブラジル・アルゼンチンなど、南米のサッカー事情やリーグ戦のハイライトも放送。また、UEFAヨーロッパリーグがミドルウィークにある場合はそれも取り上げる。
- ナレーション：ブルータス八戸
- ゲスト：亘崇詞（#1、#2、#4、#6、#8）、マリーニョ（#1、#3、#5、#7）
- オープニングテーマ：カジヒデキ「KIDS ARE ALRIGHT」
- エンディングテーマ：カジヒデキ「PLEASE TELL」

なお、サッカー中継の放送予定の告知は、10/11シーズンまではJ SPORTSで放送する分のみの告知だったものが、11/12シーズンはFoot!で取り上げるすべてのリーグの予定を他局衛星波も含めて（NHK BS1の放送分を除く）告知している。Jリーグの放送予定のみ木曜日に告知する。Jリーグの放送予定は2012シーズンより、地上波（全国ネット）およびBS（NHK BS1、BSスカパー!、J SPORTS）での放送予定も紹介するようになった。
再放送はJ SPORTS 2で23:00からその日の内容の再放送（本放送から1時間遅れ）。毎週金曜日は金曜日分の再放送の後、月-木の分の再放送も行う。土曜日09:00には、1週間の分すべての番組の再放送がまとめて行われる。J SPORTS 2以外でも適宜再放送を行う。
また、エンディングのタイトルやクロマキーセットも月曜〜木曜と金曜「ESPECIAL」とでは分けている。さらにタイトルコール（アイキャッチ）もデザインは同じながら、やはり月〜木と金曜とではアタック音を変えている。
2012年3月30日より、金曜日は10分拡大して放送時間が60分になった。
2012年4月2日より、スマートフォン向け放送局NOTTVにも配信を開始した。初回放送はJ SPORTS 3と同時刻。翌日8:00にリピート放送あり。
2012年5月21日をもって2011/12シーズンの放送を終了。6月、7月の末に90分の新作を放送。

### 2012/13シーズン
2012年8月20日放送開始。今シーズンの変更点は以下の通り。
- 月曜日の放送時間が30分→45分（2013年1月からさらに60分）に拡大。欧州各国主要リーグや日本人選手が属するチームについての週末の試合概況を中心にしたハイライト（前年度は月曜と火曜に分けていたのを1日にまとめた）。
  - 2013年1月からは、週替わりでJ SPORTSの各国サッカーリーグの担当アナウンサーが週替わりで1名ずつコメンテーターを担当する方式を取り、その週に実況を担当したゲーム（他局含む）のコメントを主に担当する（これまでに倉敷保雄、八塚浩、野村明弘、下田恒幸が出演）。
- 火曜日と水曜日はその概況を基に、注目される試合を現地のマスコミ評を含め多角的に検証する。
  - 火曜日は「GOAL.com 日本版」スポーツライターでイギリス人のベン・メイブリーをレギュラーコメンテーターとして加わった。週末に行われたプレミアリーグの試合の中から1つ選び、黒板でフォーメーションや戦術を現地の報道と併せてメイブリーが解説する。後半はリーガ・エスパニョーラとセリエAは現地メディアのライターがビデオ出演による解説を行う。
  - 水曜日は現地メディアの特集を主に放送。また、水曜日の後半はJリーグ特集を送る（前年度木曜日から移動）。これまでの選手やスモールタウンにあるクラブを取り上げた特集、選手による試合評に加え、在日イギリス人のスポーツライター・ショーン・キャロルが外人スポーツライターの視点からJリーグをどう見ているかを、キャロルと同業の在日外人スポーツライターをゲストに迎えて対談する企画もある
- 木曜日（ポルトガル語の木曜日を意味する「キンタ・フェーラ」をサブタイトルに使用）のMCが西岡から倉敷に変更。番組内容も南米サッカー（特にアルゼンチン（プリメーラ・ディビジョン）とブラジル（ブラジレイロン・リーグ）の全国1部リーグとコパ・リベルタドーレス）を主に取り上げる。コメンテーターはブラジル人のアデマール・ペレイラ・マリーニョかアルゼンチンでプロ経験のある亘崇詞が出演し、2人が都合つかない時はスペインの指導者ライセンスを持つ幸谷秀巳が代役を務める。
- 金曜日は従前と同様にハイライト・試合評以外のサッカーに関連したマニアックなテーマを取り上げる「ESPECIAL」を送り、前年度金曜日にまとめていたものを木・金に分離された。必ずゲストが招かれ、内巻によるクロマキー背景用の挿し絵も登場。
- 前年と同様で日刊放送番組の特性を生かして、その日に入電したサッカートピックスを冒頭に紹介する。またミドルウィークの主要な国際大会・国内リーグ戦開催の場合もその結果を伝える。
- なお、2013年3月4日放送分より、初回の生放送のチャンネルをJ SPORTS2に変更することになった。無料放送であるのと、放送時間の変更はされない[2]
- レギュラーのスタジオからの放送は2013年5月27日（チャンピオンズリーグとリーグ・アン、リーガ・エスパニョーラの振り返り コメンテーター・八塚、野村）が最後で、中3日を挟み5月31日はフットニック大崎（品川区）を会場に行った公開録画「Foot!ミーティング2013」[9]（コメンテーター・マリーニョ、メイブリーの両氏）で2012-13年度の放送を終了。6月・7月はそれぞれ月末に「金曜Foot!番外編」として90分の特番を編成する。
- ナレーター 月-水:永田実、木:ブルータス八戸、金:ブルータス八戸、明石リリィ（明石香織）のどちらかが交代で担当（以後同文）

### 2013/14シーズン
- 2013年8月19日から開始。日刊放送化3年目となる今年度は初回の生放送も有料放送となった。2012-13年度からの大きな変更点はほとんどないが、水曜日にレギュラーコメンテーターとして、「GOAL.com 日本版」編集長であるイタリア人のチェーザレ・ポレンギが加入。前半はセリエAのニュースを紹介する「Boccone di Calcio」と、2014年1月からはACミランに本田圭佑が入団したのでインテルナツィオナーレ・ミラノの長友佑都と共に現地メディア採点を紹介する「ミラネーゼ・ウォッチ」。両方ともポレンギの寸評を加えて解説される。後半は前年と同様の内容のほか、ポレンギが直接取材したものが放送されている。
- また、これまで西岡担当日と倉敷担当日で別々だったオープニング・エンディングの映像と音楽が統一された。
- 12月から翌年2月までの木曜初回放送後(22:30-22:45)には、英プレミアリーグを対象としてtotoの通年発売が開始されたことを受け、現地スポーツ紙記者とともに次節の対象試合の勝敗を予想するミニ番組「foototo!」(フットト)が放送された。MCは倉敷。
- 2014年5月22日生放送の回では、倉敷がUEFAチャンピオンズリーグ 2013-14決勝戦「レアル・マドリード対アトレティコ・マドリード」のスカパー!向け中継の実況のため欠席し、代わって通常はゲストである亘が司会、マリーニョをゲストに迎えて放送した。あくる5月23日については、倉敷が出国する前に事前に録画したものでその決勝戦の展望大会を同番組常連出場者の鈴木（良）、幸谷を迎えて行った。
- レギュラー放送は2014年5月26日に、24日のUEFAチャンピオンズリーグ決勝振り返り、および2013-14年度のヨーロッパ主要リーグ回顧を八塚、下田をコメンテーターに迎えた放送が最後となり、その次の6月6日には5月31日に都内で開催する公開録画「Foot!ミーティング2014」を90分にまとめたものを放送する（コメンテーター・マリーニョ、メイブリー。司会・倉敷）。

### 2014/15シーズン
- 2014年8月18日開始。木曜日・金曜日は基本的に番組構成は2013-14年度と同じ。
- 水曜日は前年の西岡に代わり八塚が司会を担当し、前年から続投のポレンギとともにイタリアのセリエA・サッカーイタリア代表に関連した特集に特化して展開する。また火曜日は従来通り西岡・メイブリーコンビで担当するが、イングランドのプレミアリーグ・サッカーイングランド代表などイギリスのサッカーに特化する。月曜日は週替りコメンテーターが原則下田に固定（それ以外が出演する場合もある）他、リーガ・エスパニョーラのダイジェスト映像が使用不可になったため、J SPORTS海外サッカー中継プロデューサー及びFoot!アシスタントプロデューサー（かつかつて放送していたバルサTVのディレクター→プロデューサー）の菅原慎吾がリーガ情報のコメンテーターとして出演する。
- 2014年9月19日には幕張メッセで行われる「東京ゲームショウ2014」にてEA SPORTS協賛イベントによる公開収録を行い、その模様は10月11日に放送される予定。この公開録画は火曜日のフォーマットに準じて、メイブリー、西岡のレギュラー陣に加え、サッカー解説者の水沼貴史の3人によるプレミアリーグ座談会と、EA SPORTSが新発売するテレビゲームソフト「FIFA15（フィーファ・フィフティーン）」についての紹介が行われる。
- レギュラー放送は2015年5月25日（2014-15シーズンの振り返り放送）が最後となり、6月12日には6月8日に通常生放送・収録が行われるJ SPORTSのスタジオを会場に収録されるオフシーズン恒例の公開放送「Foot!ミーティング2015」（コメンテーター：亘、ベン、司会：倉敷）が放送された。

### 2015/16シーズン
- 2015年8月10日開始。
- 基本コンセプト、番組の内容は2014-15シーズンと同じであるが、前年度まで60分バージョンだった月曜日と金曜日は45分バージョンとなった。ハイライトはスカパーの映像が使用できなくなった上にJ SPORTSが14-15シーズン限りでオランダのエールディビジの放映権を更新しなかった為、セリエA、UEFAチャンピオンズリーグ、UEFAヨーロッパリーグ、エールディビジの映像が無くなり、順位表や写真のみの使用となっている。また、前年に引き続きリーグ・アン、リーガ・エスパニョーラも映像はない。またこれまで担当していたナレーター各氏の出演がなくなり、試合概況や試合放送日程の説明[10] は司会者が生で説明する形をとる。
- 8月14日生放送分（2015-16プレミアリーグの展望）と5月13日生放送分（2015-16プレミアリーグの総括）は、特別ゲストとして小室哲哉（音楽家）を招いた。
- この年から、スカパー!オンデマンドなどの、オンデマンド配信が開始。CMは差し替えられる。
- レギュラー放送は2016年5月16日（イングランドプレミアリーグ最終戦など。コメンテーター・下田、メイブリー、チェーザレ）で終了し、5月31日にフットニック大崎を会場に行う「Foot!ミーティング2016」の公開収録を6月6日に放送する。平年は倉敷を中心とした金曜日の体裁で行うが、2016年度版のそれは西岡・メイブリーの進行による月・火曜日の体裁で行われ、これに金曜コメンテーターの粕谷が参加する形を取る。

### 2016/17シーズン
- 2016年8月15日開始
- 本年度は月曜日のみ45分、他の曜日は30分番組となり、各曜日ごとにMCが日替わりで出演するスタイルとなった。
- 月曜日 西岡明彦・J SPORTSのサッカー解説者（週替わり） 主に週末に行われた欧州各国リーグの注目カードを選んで解説
- 火曜日 野村明弘・ベン・メイブリー イングランドのサッカー事情と、前週末のプレミアリーグの概況
- 水曜日 下田恒幸・ワッキー（ペナルティ） ドイツのサッカー事情と、前週末のブンデスリーガ・Jリーグの概況
- 木曜日 八塚浩・チェーザレ・ポレンギ イタリアのサッカー事情と、前週末のセリエAの概況
- 金曜日 倉敷保雄・J SPORTSのサッカー解説者（週替わり） 上記3か国以外の欧州各国を初め、UEFAチャンピオンズリーグ・UEFAヨーロッパリーグの概況やサッカー界を巡る様々なトピックス

### 2017/18シーズン
- 2017年8月14日開始
- 月・火曜日は司会者・および内容はほぼ2016/17シーズンに同じ
- 水曜は下田の司会は変わらないが、Jリーガーや元サッカー選手の解説者・指導者を招き、世界の一流選手の技術解説を行う。
- 木曜は前週のJリーグの振り返りなどを中心とした日本サッカーの話題について、芸人屈指のサッカー通であるワッキーと平畠啓史が解説する。4月からは平畠に代わり、名良橋晃が参加し、ユース世代を取り上げた。6月以後もこの曜日のみ放送
- 金曜は2015/16シーズン以後不定期特番として放送していたトーク番組「Talking Foot!」を毎週レギュラー放送に移行。司会者を特に設けず、サッカー愛好家・ファンの著名人や解説者、選手らを毎回2人ずつ招き、マニアックなサッカー談義を行う。他の曜日が当日生or撮って出しであるのに対し、金曜は事前に収録したものが放送されることが多い。

### 2018/19シーズン
- 2018年8月13日開始（木曜除く）
- 月曜日は西岡とメイブリーで前年度までの火曜日を踏襲し、イングランドプレミアリーグを特集。
- 火曜日は新レギュラーのレオ・ザ・フットボールと菅原により、リーガエスパニョーラを取り上げる。
- 水曜は前年度の金曜日から「Talking Foot!」を移動。引き続き、当日生、または撮って出しではなく事前収録が主。
- 木曜は引き続き名良橋、ワッキーによるユース世代情報。
- 金曜は下田が水曜日から移動し、週末の国内外主要サッカーリーグのプレビューを送る。
- 2019年5月10日をもって木曜日を除きそのシーズンの放送は終了。木曜のユース特集は通年で継続

### 2019/20シーズン
- 通年で継続した木曜日を除き2019年8月12日開始。
- 月・火・木曜は基本的に前年の編成に同じだが、月曜日のMCが西岡から下田に交代となった。
- 水曜は日本サッカー、特に2020年東京オリンピックを目指す日本代表を中心に西岡と週替わりのゲストを迎えて特集する。
- 木曜は番組開始当初は名良橋、ワッキーだったが、ワッキーが2020年6月に中咽頭がんにかかったため当面休養とすることになったことを受けて、6月から当面ピンチヒッターとして原大悟が担当する。
- 金曜は前年水曜日に一度移動した「Talking Foot!」を2年ぶりに金曜日に復帰。引き続き、当日生、または撮って出しではなく事前収録が主。
- 新型コロナウィルス感染拡大のため、2020年4月-5月はヨーロッパの多くのリーグ戦が中断していたため月・火曜日を中心に放送休止となった週があった。そのため、火曜日は6月30日、金曜日は7月3日でレギュラーシーズンの放送を終了がずれ込んだ。水曜・木曜は通年で放送を継続。
- 2020年は番組開始20周年に当たるため、スペインリーグの終了に併せて7月7日から7月31日の火曜日・金曜日に各日1本ずつ（7月21日・7月24日のみ2本ずつ）、合計10回シリーズからなる「Foot!セレクション～20th Anniversary～」を放送した。これは過去20年間の放送を彩ったスター選手のインタビューや、紀行ものをピックアップして再構成したものである[11]。

### 2021/22シーズン
- 本シーズンは月曜日のヨーロッパ各国リーグの週末の試合概況と、木曜日の高校生年代の大会情報（特に高円宮杯 JFA U-18サッカープレミアリーグを中心に）を取り上げる週2回の放送のみとなった。
  - 月曜日（45分バージョン）
    - MC　下田恒幸、原大悟（ダブルキャスト）
    - プレミアリーグコメンテイター　ベン・メイブリー
    - リーガ・エスパニョーラコメンテイター　小澤一郎、菅原慎吾

  - 木曜日（30分バージョン）
    - MC　ワッキー（病気休養中のため当面は原大悟が代役）
    - コメンテイター　名良橋晃

### 2022/23シーズン
2021/22シーズンとほぼ同じ内容・キャストで放送されたが、2023年6月5日に生放送（同6月15日が最終再放送）される予定の番組をもって月曜日のヨーロッパを中心とした海外サッカーを題材にした内容は終了することになり、今後は木曜日生放送の高校生年代の番組に特化する形で継続することになった。

## Tips
番組開始時から、バーチャルセットや番組Tシャツなどアート・ディレクションはHELP!の北山雅和が、オープニングやエンディングの映像はorange filmsの北山大介が手掛けている。
ちなみに、バーチャルセットに使われているクロマキーはブルーバックではなくグリーンバックのため、かつてゲスト出演した向笠直は緑色の服（ブラジルのテレビ局・グローボのジャンパー）を着用して出演、服の部分が透けて透明人間状態になってしまったことがある。2011-12年度シーズンの日刊化に併せたCMではキャスターを模した人物（声は本人で、多少エコーがかかっている）を含め、数名がこのグリーンバックを意識した緑色全身タイツで出演したものが放送された。
2006/07シーズンよりオープニングのトークに流れるBGMは倉敷が選曲している。
また、2007/08シーズンからは毎年そのシーズンの最終放送（大体6月初旬か中旬）は観客を募集し、都内某所で盛大な公開収録を行っている。
2010 FIFAワールドカップ期間中放送されていた「デイリーハイライト〜ジャンルカなう〜」（スカパー!）では、MC：倉敷保雄、ナレーター：八戸優のほか、ふだんFoot!に関わっているスタッフやゲスト出演者が多数参加している。
2011-12年度以後のデイリーハイライトでは試合の経過時間は前後半の区切りではなく、試合開始からの通しの時間（後半は46分〜90分。トーナメント戦の延長はさらに91分〜120分）をコメントしている。また既定の前後半45分を超えた場合は従来の「ロスタイム」ではなく「アディ（ッ）ショナルタイム」としてアナウンスする。

## スタッフ
2019/20年シーズンの「Foot! FRIDAY」スタッフ
- オープニングテーマ - カジヒデキ『THE FOOTBALL OF HOLY JOY』
- エンディングテーマ - 片山祐吾『LA CONQUISTA DEL PAN』
- 技術協力 - トラストネットワーク
- 美術・ロゴデザイン - 北山雅和
- バーチャルスタジオデザイン - S.F. & HELP!
- 映像制作 - onnacodomo
- アシスタントディレクター - 横田和磨
- チーフディレクター - 中島巌
- アシスタントプロデューサー - 土屋雅史
- プロデューサー - 田口賢司
- 制作著作 - J SPORTS

「Foot! MONDAY」最終回（2023年6月5日）のスタッフ
- 企画 - 田口賢司
- アートディレクション - 北山雅和
- バーチャルスタジオ・デザイン - S.F.&Help!
- OPジングル - 作曲：西寺郷太
- 映像制作 - onnacodomo
- 衣装協力 - Knee、The StylistJapan
- 協力 - LaLiga、COPE（スペイン語版）
- 技術協力 - トラストネットワーク、デジデリック
- SW - 佐藤裕真
- CAM - 松川翔、李束埈
- AUD - 嶋田薫
- VTR - 高島万由子
- EED - 成清玄
- CG - 松本秀昭
- ディレクター - 石神丈志、見付統洋、橋本智昭、長島耕二、山口将樹
- プロデューサー - 菅原慎吾
- 制作著作 - J SPORTS